# Nomgon
Nomgon (mongoliska: Nomgon Sum, Номгон Сум, Номгон) är ett distrikt i Mongoliet.   Det ligger i provinsen Ömnögobi, i den södra delen av landet, 600 km söder om huvudstaden Ulan Bator.